# Kronenporte

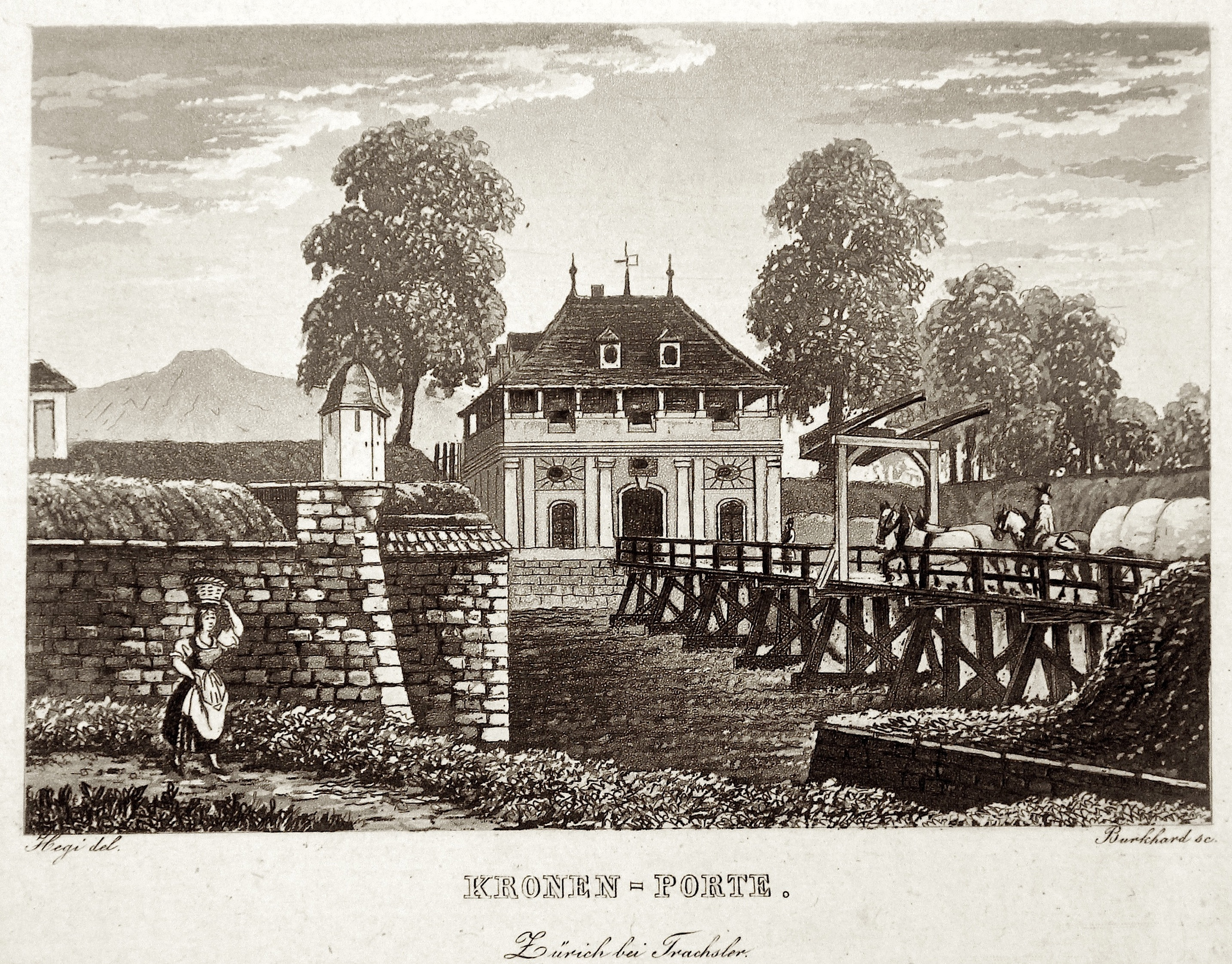
Ansicht von Osten um 1830. Zeichnung von Franz Hegi

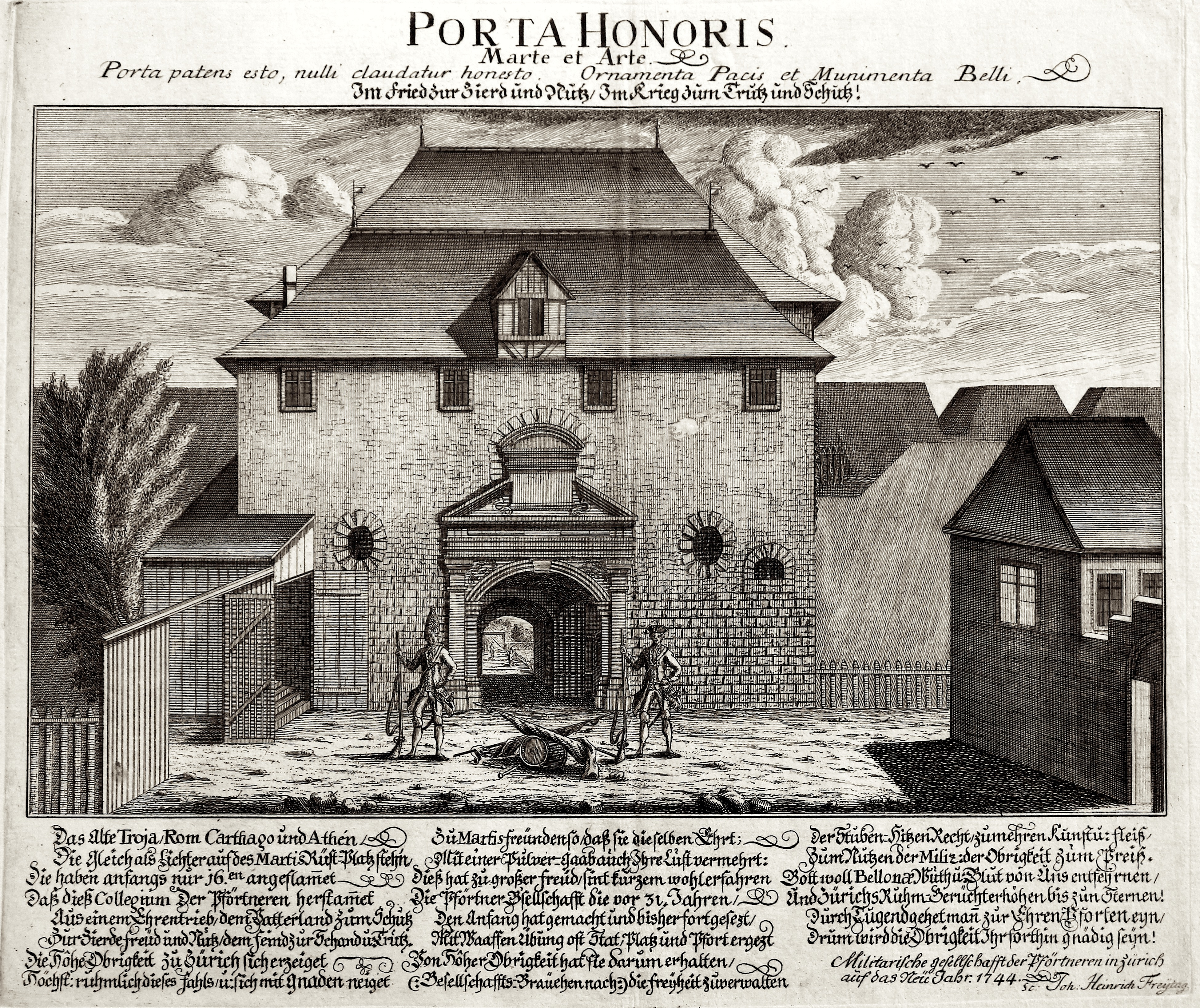
Die Kronenporte 1744, von der Stadtseite her gesehen. Zeichnung von Johann Heinrich Freijtag, im Auftrag der Pförtner-Gesellschaft.

Die Kronenporte, früher Schönenbergertor genannt, war ein Teil der dritten rechtsufrigen Stadtbefestigung der Stadt Zürich. Diese wurde in den Jahren 1642 bis 1644 nach den Plänen von Hans Georg Werdmüller und Stadtingenieur Johann Ardüser erbaut. Die Kronenporte ist nicht mit dem Kronentor am Hirschengraben zu verwechseln, das zur zweiten Stadtbefestigung aus dem 13. Jahrhundert gehörte.

## Geschichte

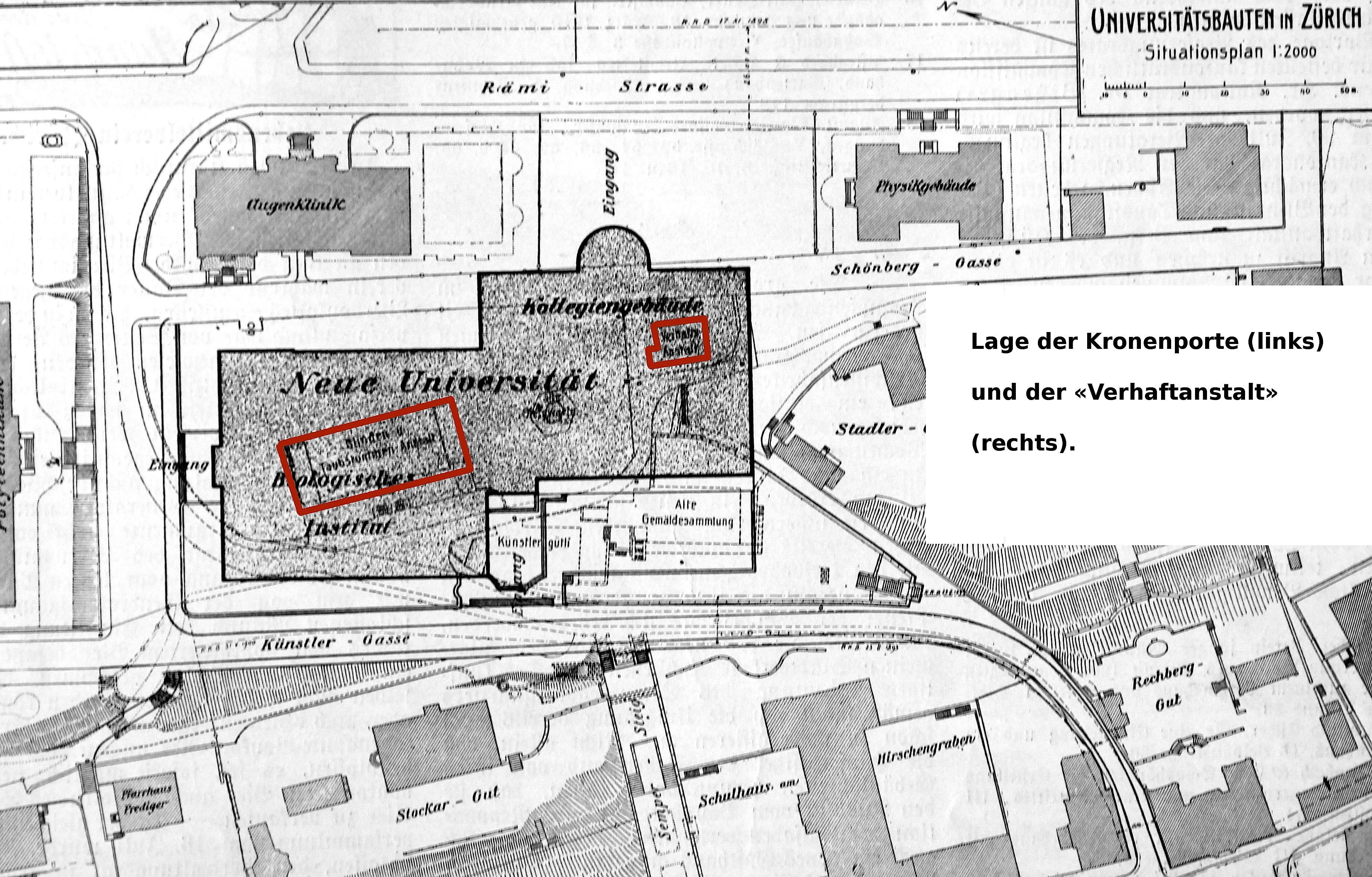
Lage der Kronenporte an der Stelle des heutigen Zoologischen Museums

Die Kronenporte stand dort, wo heute das Zoologische Museum der Universität Zürich steht. Sie wurde 1644 gleichzeitig mit den Schanzen erstellt, als der östliche Stadtausgang auf die Höhe der heutigen Polyterrassen verlegt wurde. Sie war eine der drei Hauptporten der «Grossen Stadt» und ein Teil der Kronen-Schönenberg-Kurtine. Durch sie verlief ein grosser Teil des Verkehrs von und nach Winterthur und der Grafschaft Kyburg. Auch Reisende aus dem süddeutschen Raum betraten Zürich durch die Kronenporte.
Die Kronenporte war Amtssitz des Schanzenherrn. Nach 1806 war dies der Ingenieur und Mathematiker Johannes Feer (1763–1823), der früher als Bauinspektor im Dienst des Herzog Georg I. von Sachsen-Meiningen gestanden hatte. Die Porte wurde zusammen mit den Schanzen und den anderen Porten 1836 abgebrochen.
An ihrer Stelle wurde 1838 die Blinden- und Taubstummenanstalt errichtet, Architekt war Leonhard Zeugheer. 1908, nach der erfolgreichen Abstimmung über den Neubau der Universität, beanspruchte die Stadt die Liegenschaft für sich. Als Entschädigung erstellte sie bis 1915 das heutige Gebäude in Zürich-Wollishofen.

## Verhaftanstalt
Südlich neben der Kronenporte stand im Abstand von etwa 70 Metern die «Bürgerversorgungsanstalt» «Im Berg», die als Korrektionsanstalt für Bettler und Vaganten sowie liederliche Stadtbürger verwendet wurde. Später diente das Haus als Haftlokal für die Polizei und zuletzt als Bezirksgefängnis. Es wurde 1912 abgebrochen, als das neue Universitätsgebäude errichtet wurde.

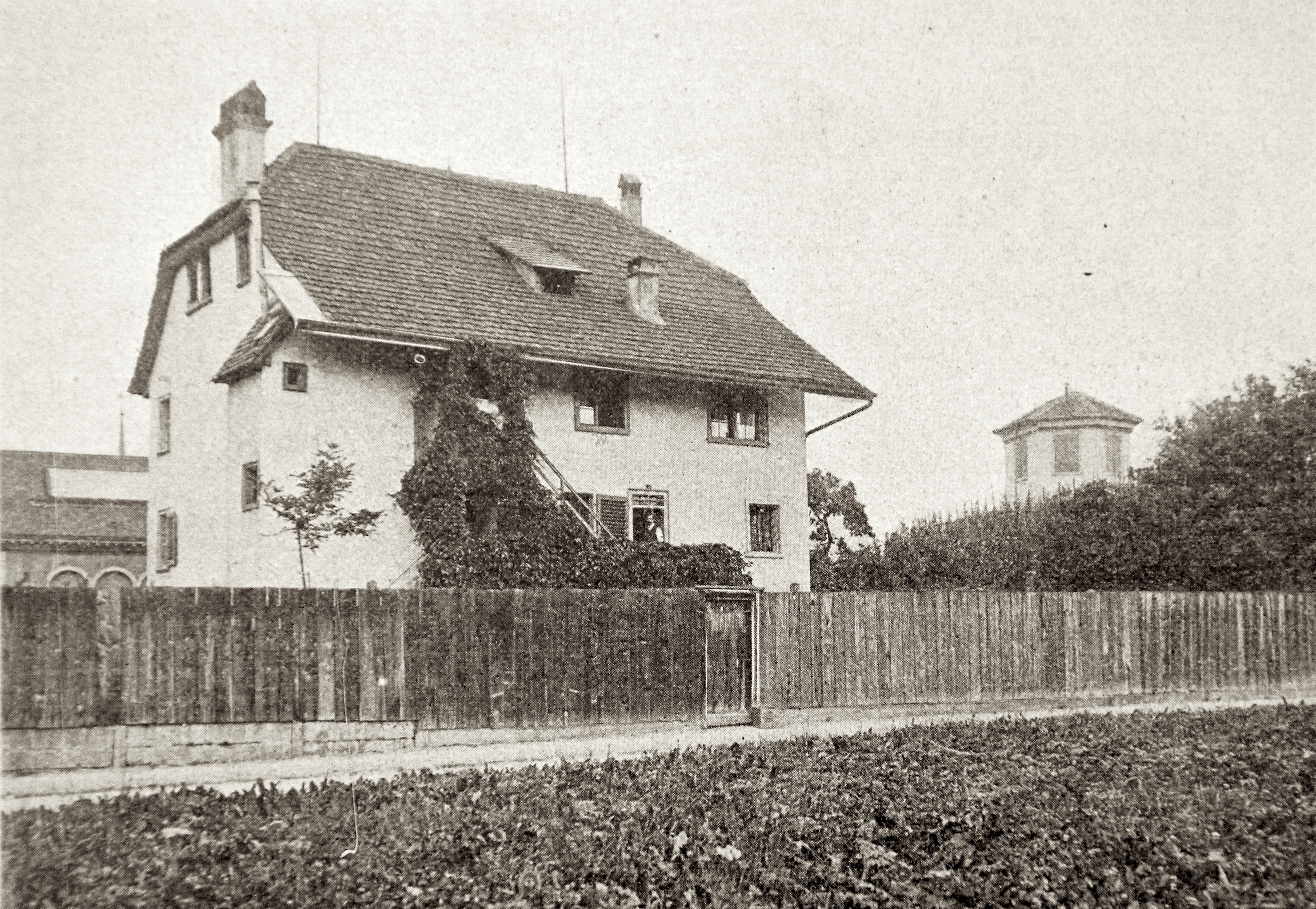
Verhaftanstalt um 1910
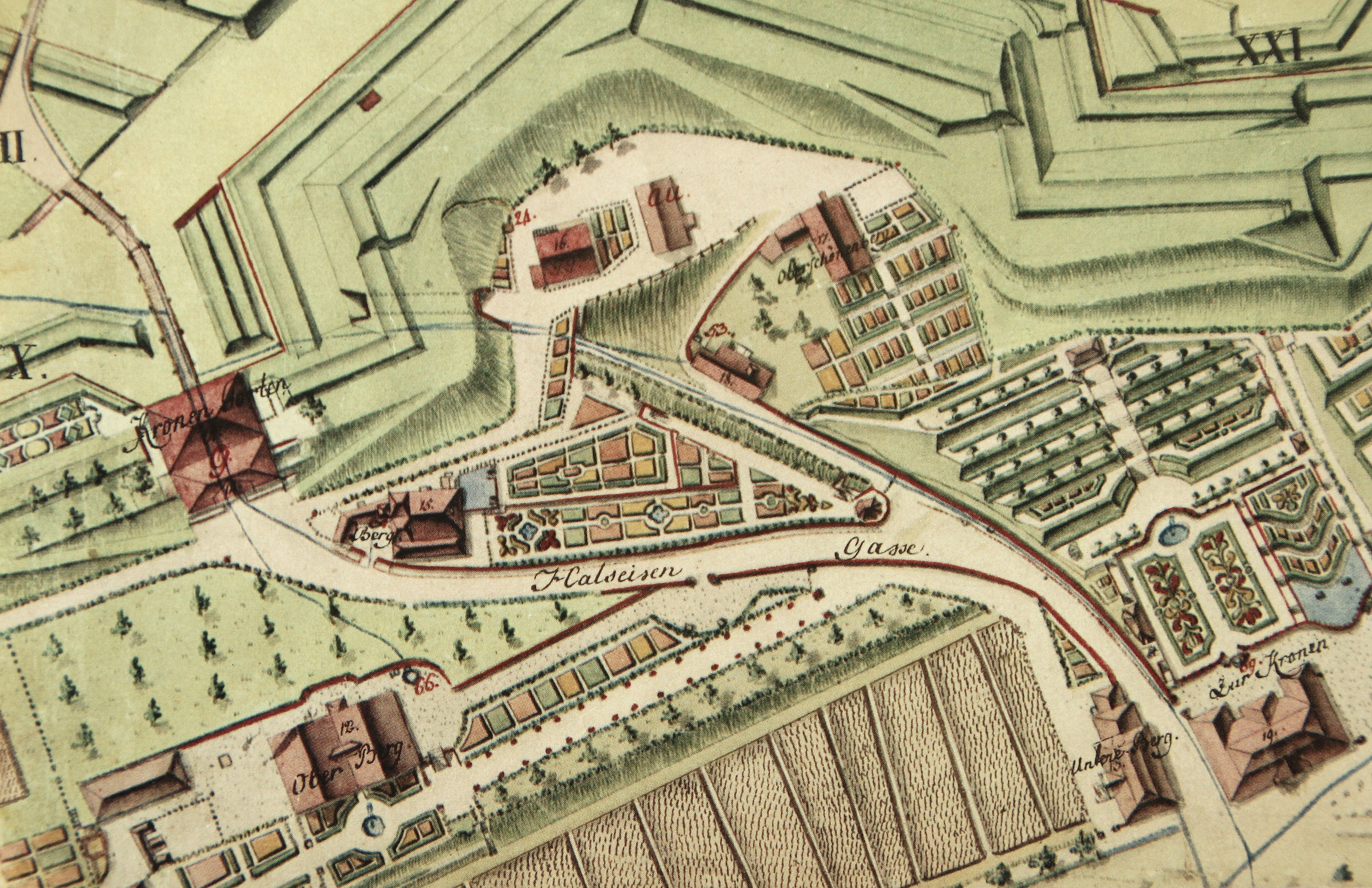
Darstellung auf dem Müllerplan von 1793: Die Kronenporte (links) am oberen Ende der Halseisengasse
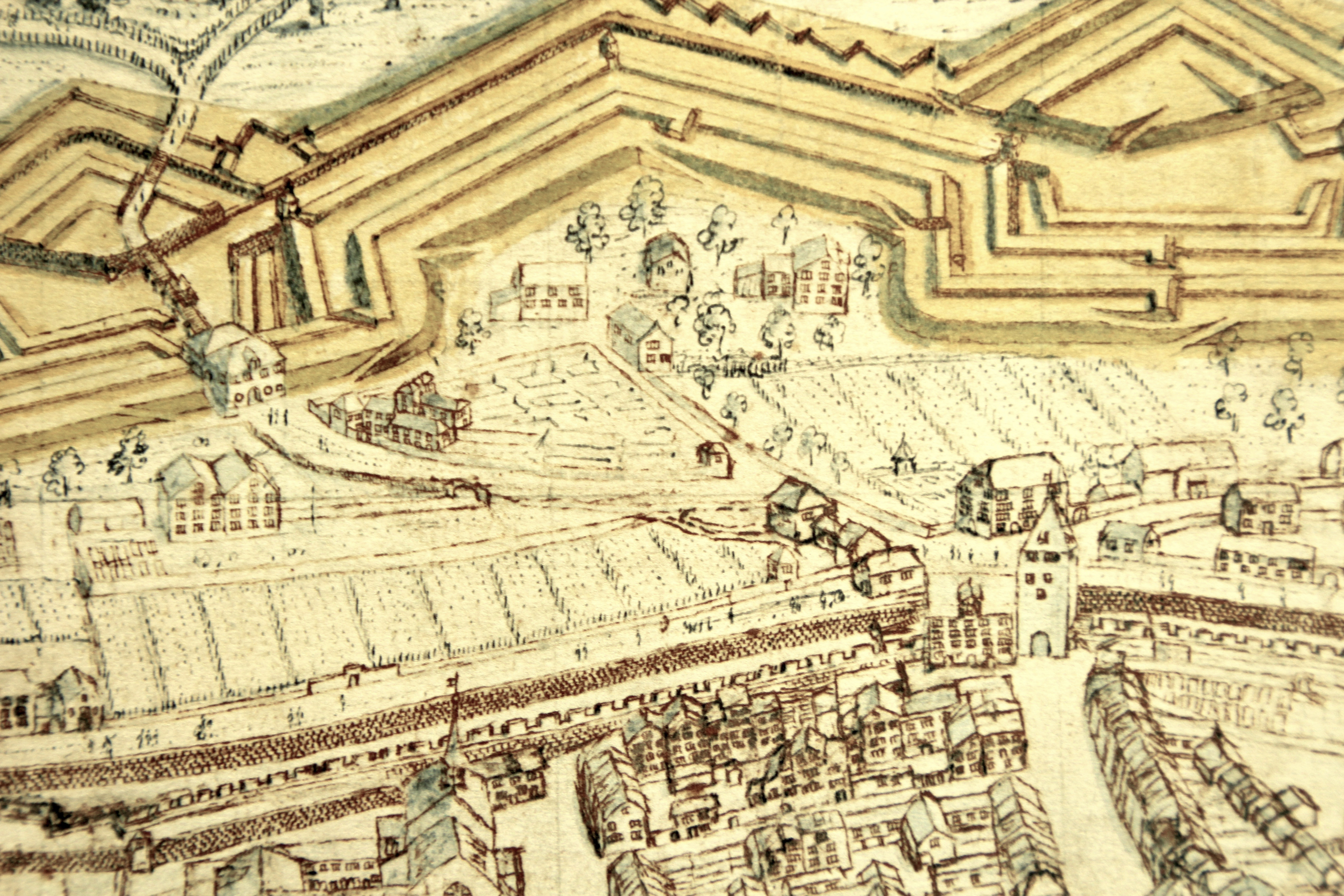
Kronenporte und Kronentor auf der Vedute der Stadt Zürich von Johann Caspar Ulinger

## Halseisengasse
Die Verbindung zwischen Kronenporte und dem Kronen- oder Neumarktttor am Hirschengraben bildete damals die «Halseisengasse» (heute «Künstlergasse»). Den Namen hatte die Gasse vom Halseisen, das dort angebracht war: Es war der Pranger des Chorherrenstifts vom Grossmünster, das strafrechtliche Macht besass und ausübte.